# Zhou Chengzhou
Zhou Chengzhou (周承舟; nascido em 28 de dezembro de 1982) é um cineasta e fotógrafo chinês.
Há muito tempo que ele tem se dedicado aos problemas relacionados com o bem-estar mental e espiritual dos indivíduos, concentrando sua pesquisa e atividades profissionais nesses transtornos. A teoria artística de Zhou Chengzhou também gira em torno dos conceitos de indústria, urbanização e marginalização. O trabalho de Zhou como artista, cineasta e escritor retrata a alienação – entre pessoas, lugares e uma 'cultura mais ampla e homogeneizada'.

## Vida pregressa
Zhou Chengzhou nasceu na cidade de Changde em Hunan, em dezembro de 1982.
Quando Zhou tinha 7 anos, seu pai ensinou a ele como usar uma câmera de filme e capturar fotos mais nítidas, despertando assim seu amor pela fotografia. Naquele tempo, ele estava fazendo isso puramente por diversão e não tinha planos de seguir uma carreira na fotografia.
Após concluir sua graduação em Língua e Literatura Chinesa na Universidade de Pequim em 2005, ele passou vários anos dedicado ao desenvolvimento de calçados. No entanto, foi nesse período que seu amor pela fotografia foi reacendido, ao capturar mais de 200.000 imagens dos sapatos para promovê-los online. Isso contribuiu para o aprimoramento de suas habilidades fotográficas.
Em 2015, voltou seu foco para a fotografia, aprimorando suas habilidades por meio de diversas experiências, incluindo uma passagem pelo set de um programa de TV e filmagens na Paris Fashion Week em 2016. Mais tarde, tornou-se oficialmente fotógrafo e iniciou uma carreira atrás das lentes, capturando imagens de grandes projetos de engenharia e infraestrutura ferroviária de alta velocidade usando drones. Conforme sua experiência crescia, ele buscou quebrar com os conceitos tradicionais da fotografia e desenvolver seu próprio estilo.

## Biografia
Ele se dedica principalmente à produção e estudo de trabalhos relacionados à consciência espiritual. Seu trabalho enfatiza a divisão entre as pessoas e uma cultura universal mais ampla, ao mesmo tempo em que aborda temas de industrialização, urbanização e marginalização.

## Premios e honras
- The LensCulture Summer open Awards 2022, Vencedor[7][8]
- Silvana S. Prêmio Comissão da Fundação 2022, lista restrita
- Os 1x prêmios de fotografia 2017/18, Vencedor[9]
- Prêmio Aesthetica Art 2019 e 2023, Finalista[10]
- Photofest com prêmio National Geographic 2019, Vencedor
- Prêmio de fotografia de arte Lensculture 2018, finalista[11]
- 5º Prêmio FAPA, Finalista[12]

## Carreira cinematográfica
Seu primeiro filme, intitulado 'Subconsciente', foi lançado em 2020 e recebeu o prêmio de Melhor Longa-Metragem do Prêmio do Público no 13º Festival de Cinema Patológico, e ganhou o prêmio do júri no LA Underground Film Forum. Foi indicado pelo Adirondack Film Festival, e Jelly Film Festival.
Concluiu seu segundo filme, Unreflex Land, em 2021.
Concluiu seu primeiro longa-metragem, Time Provider, em 2022.

## Filmografia
| Ano  | Título                | Diretor | Escritor |
| ---- | --------------------- | ------- | -------- |
| 2020 | Sub-subconsciente     | Sim     | Sim      |
| 2021 | Terra irreflexa       | Sim     | Sim      |
| 2022 | Provedor de tempo     | Sim     | Sim      |
| 2022 | Tempos paraíso        | Sim     | Sim      |
| 2022 | Transporte de tijolos | Sim     | Sim      |
| 2023 | Íris florescendo      | Sim     | Sim      |
| 2023 | Armadura Pendurada    | Sim     | Sim      |

## Exposições
The Brink - Exposição no Ugly Duck, 2023
Exposição LensCulture – Exposição na Somerset House, Foto Londres 2023
Times Paradise - Exposição Aesthetica Art Prize 2023 na York Art Gallery, 2023
Tempos paraíso – 798 Art Zone, IDEAL GAS, 2023
Para onde foi o lixo? – Exposição no Today Art Museum, 2020
Beyond Boundaries – Exposição LensCulture na Aperture Gallery 2019
Exposição Under the Consciousness - Aesthetica Art Prize 2019 na York Art Gallery, 2019
Um planeta em equilíbrio - Photofest com galeria patrocinada pela National Geographic 2019
Natureza multidimensional – Festival Internacional de Fotografia de Pingyao, 2017

## Publicações
- VISION MAGAZINE SPRING 2023 No.190 Cultura – Enquanto vagueia, Enquanto brinca[28]
- Futuro agora, 2023[29]
- X, 1X, 2018ISBN 9789-1979-1847-3 [30]
- Futuro agora, 2019[31]
- Vida vulgar e canto elegante, Mondrian de estilo chinês , P232-233, 2015,ISBN 978-7-115-41109-9 [32]